# جامعة الرور في بوخوم
جامعة الرور في بوخوم (بالألمانية Ruhr-Universität Bochum اختصاراً RUB) هي من إحدى أكبر عشر جامعات في ألمانيا بعدد طلاب يصل إلى 32.000 طالبة وطالب.
تعد جامعة بوخوم من الجامعات الرائدة في ألمانيا في مجالات البحث والتطوير.

## لمحة عن الجامعة
أُسِّسَت جامعة الرور في بوخوم عام 1962، وبدأ التدريس فيها عام 1965، وتعد بذلك أول جامعة أُسِّسَت في ألمانيا بعد الحرب العالمية الثانية.
يوجد مبنى الجامعة خارج مدينة بوخوم الواقعة في ولاية شمال الراين - وستفاليا في منطقة حوض الرور
سميت الجامعة نسبة إلى نهر الرور، الذي هو فرع من نهر الراين شريان الحياة النابض في هذه المنطقة.

## البناء الهندسي

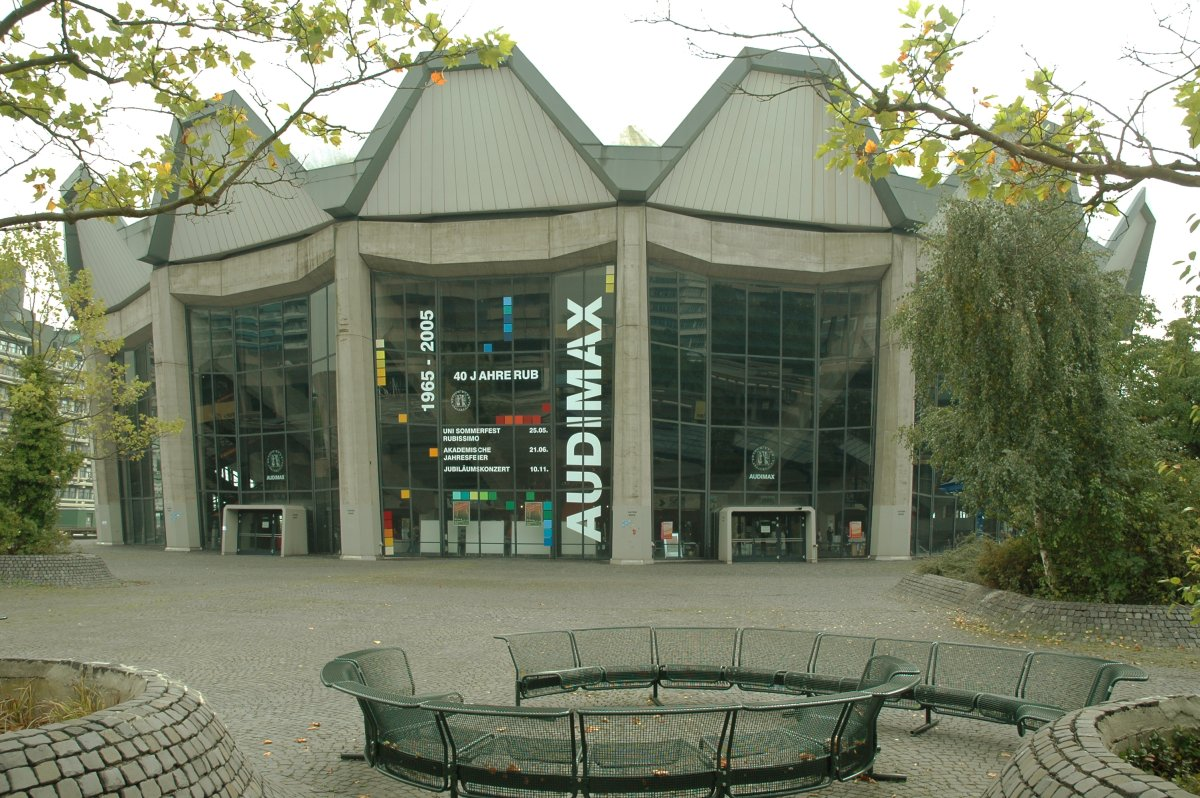
المدرج المركزي Audimax

توجد مباني الجامعة الرئيسية، وعددها ثلاثة عشر مبنى، على هضبة مرتفعة تطل على بحيرة كيمنادر (Kemnader See)، وهي موزعة على أربع مجموعات متناظرة يتوسطها المدرج المركزي Audimax.
مبدأ التصميم يعتمد على اعتبار الجامعة كميناء في بحر المعرفة تمخر فيه السفن التي هي هنا الأبنية، ويذكر بذلك سطح المدرج المركزي الذي هو على شكل محارة.

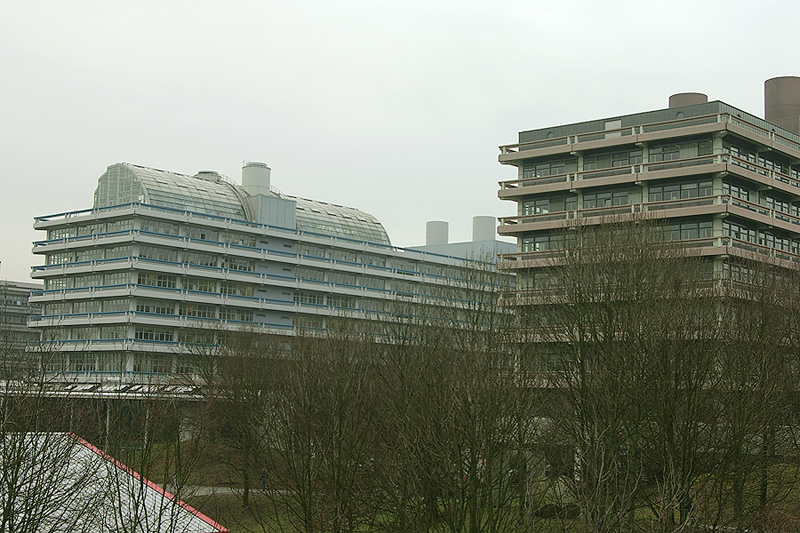
قسم من مباني الجامعة

## الكليات

### العلوم الإنسانية
- كلية الدراسات الإنجيلية
- كلية الدراسات الكاثوليكية
- كلية الفلسفة والتربية
- كلية الدراسات التاريخية
- كلية الآداب
- كلية الحقوق
- كلية الاقتصاد
- كلية العلوم الاجتماعية
- كلية دراسات شرق آسيا
- كلية التربية الرياضية
- كلية علم النفس
- معهد دراسات العمل (عوامل الإنسان).

### العلوم الهندسية
- كلية الهندسة المدنية والعمارة
- كلية الهندسة الميكانيكية
- كلية الهندسة الكهربائية والمعلوماتية

### العلوم الطبيعية
- كلية الرياضيات
- كلية الفيزياء والفلك
- كلية علوم الأرض
- كلية الكيمياء والكيمياء الحيوية
- كلية علم الأحياء والتقنيات الحيوية

### الطب
- كلية الطب

## مواقع خارجية
الموقع الرئيسي لجامعة الرور في بوخوم